# Phoradendron velutinum
Phoradendron velutinum là một loài thực vật có hoa trong họ Santalaceae. Loài này được (DC.) Oliv. miêu tả khoa học đầu tiên năm 1865.